# Gjurga Pindshurowa

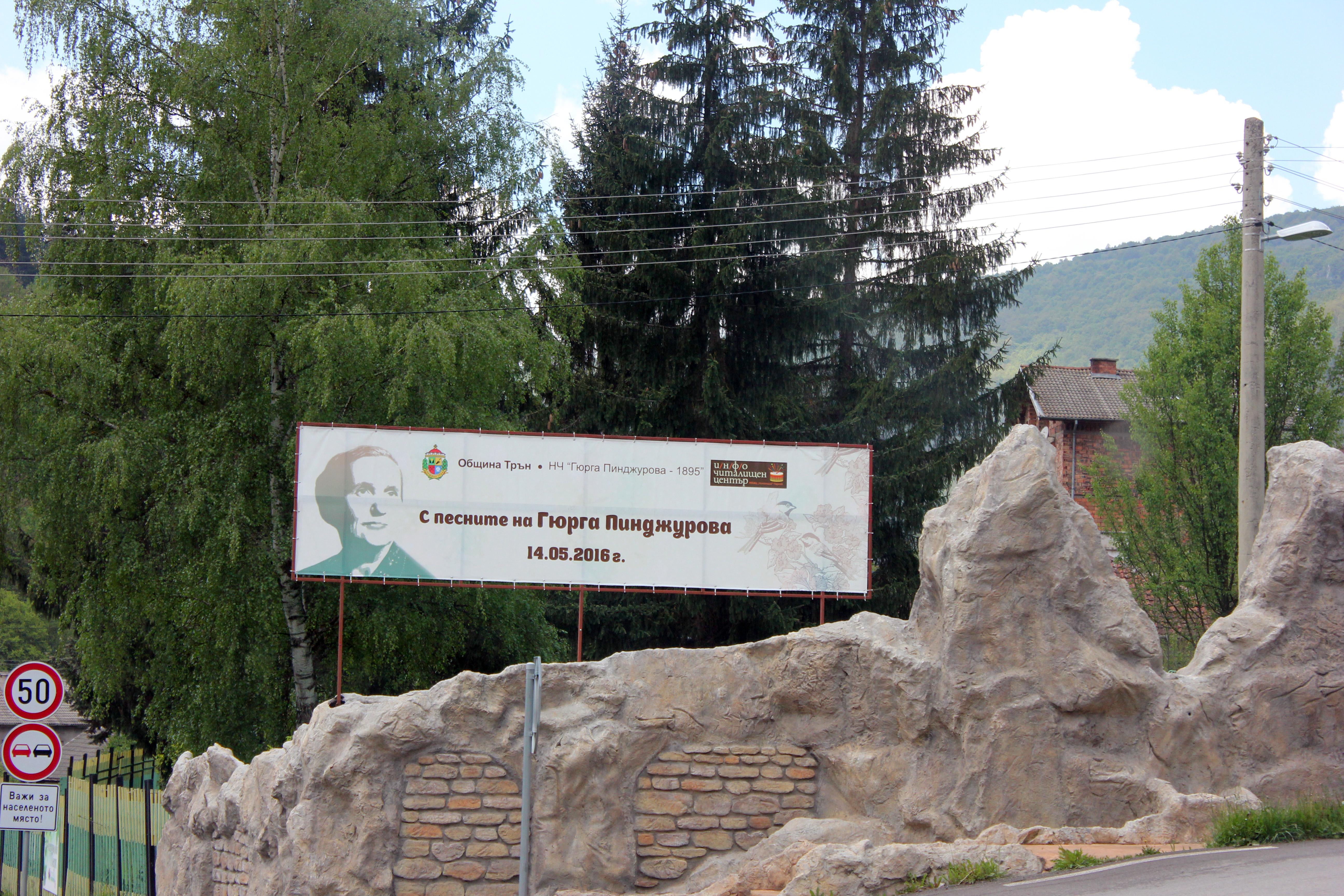
Werbung für Festival mit Liedern Pindshurowas im Jahr 2016 in Tran

Gjurga Pindshurowa (bulgarisch Гюрга Пинджурова; * 19. April 1895 in Tran; † 13. Mai 1971 in Sofia) war eine bulgarische Sängerin.
Sie absolvierte eine Gesangsausbildung am Prager Konservatorium und wirkte als Sängerin mit der Stimmlage Alt. Besondere Bekanntheit erlangte sie als Sängerin bulgarischer Volkslieder. Pindshurowa wurde mit dem Dimitroffpreis ausgezeichnet.